# DOLPHINS' WORLD
「DOLPHINS' WORLD」（ドルフィンズ・ワールド）は、石井竜也、Char、有賀啓雄によるユニット『ACRI』のシングル。1996年8月1日発売。発売元はSony Records（現ソニー・ミュージックレコーズ）。

## 解説
石井竜也監督作品『ACRI』のために結成されたユニット『ACRI』のシングル。同映画の主題歌である。

## 収録曲
- 全作詞・作曲:石井竜也　編曲:ACRI

1. DOLPHINS' WORLD
石井竜也監督作品『ACRI』主題歌。アルバム未収録音源。
2. 海より深く
コーラスとして江口洋介[1]が参加している。

## 収録アルバム
- ACRI （#2）
- TVテーマ・CMヒット・ソングス'97（オムニバス：SRCL-3732）（#1）